# 大蒂亞鄉

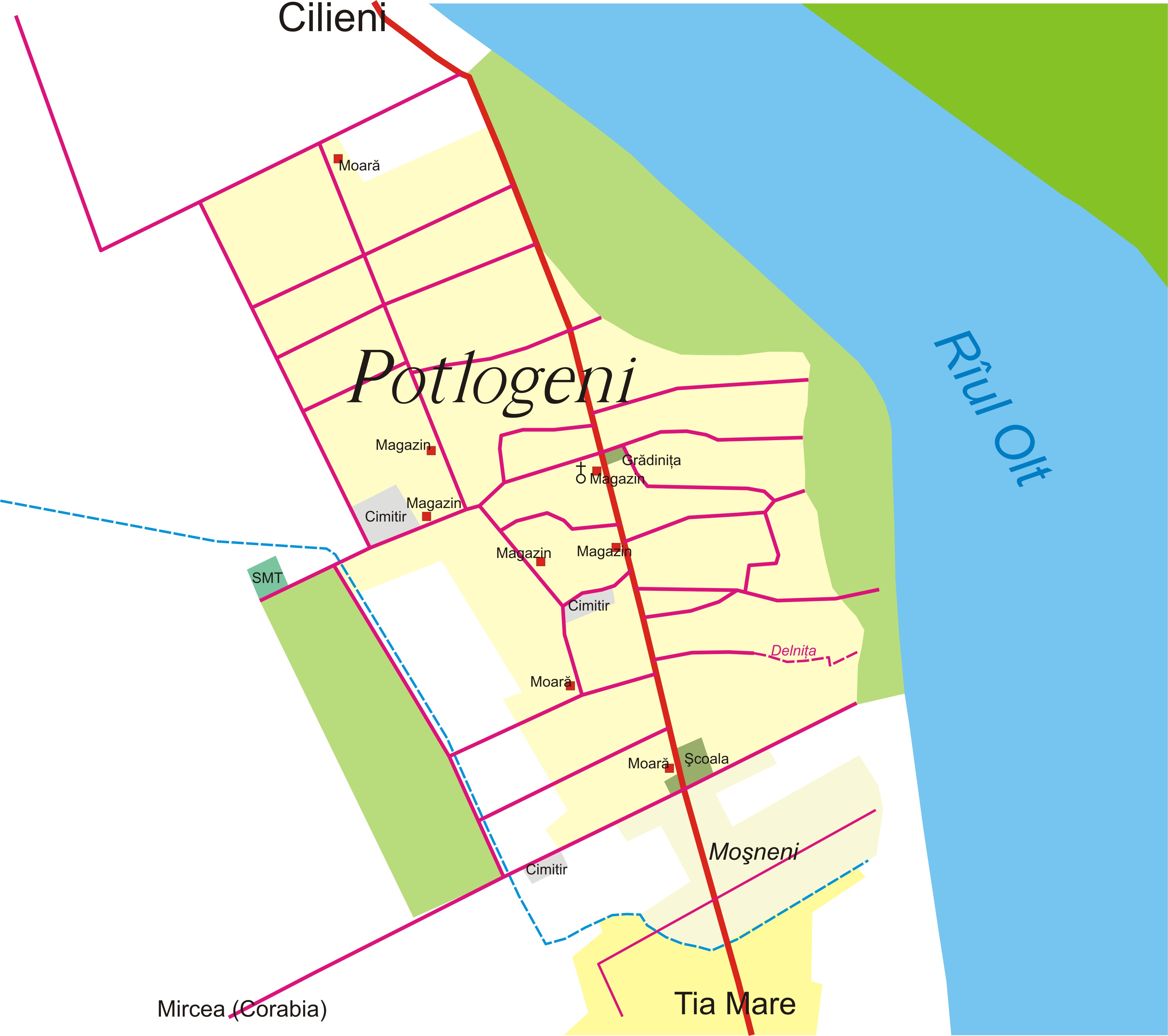

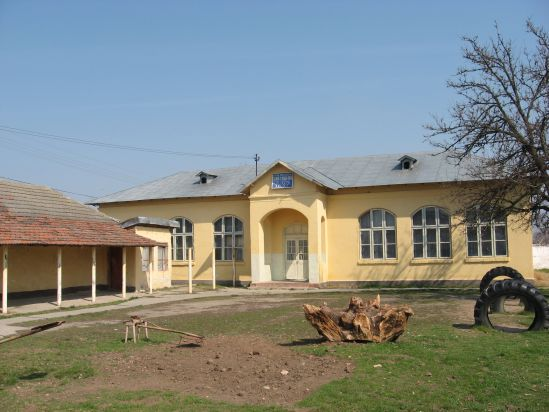

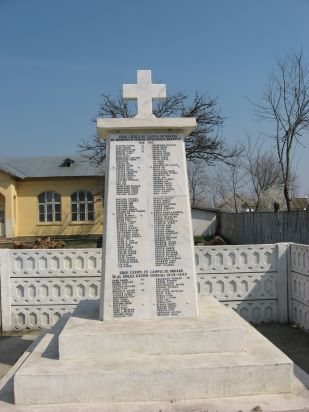

43°51′40″N 24°38′13″E / 43.86111°N 24.63694°E
大蒂亞鄉（羅馬尼亞語：Comuna Tia Mare, Olt），是羅馬尼亞的鄉份，位於該國南部，由奧爾特縣負責管轄，面積58平方公里，海拔高度44米，2007年人口4,838，人口密度每平方公里83人。